# Nano Omar

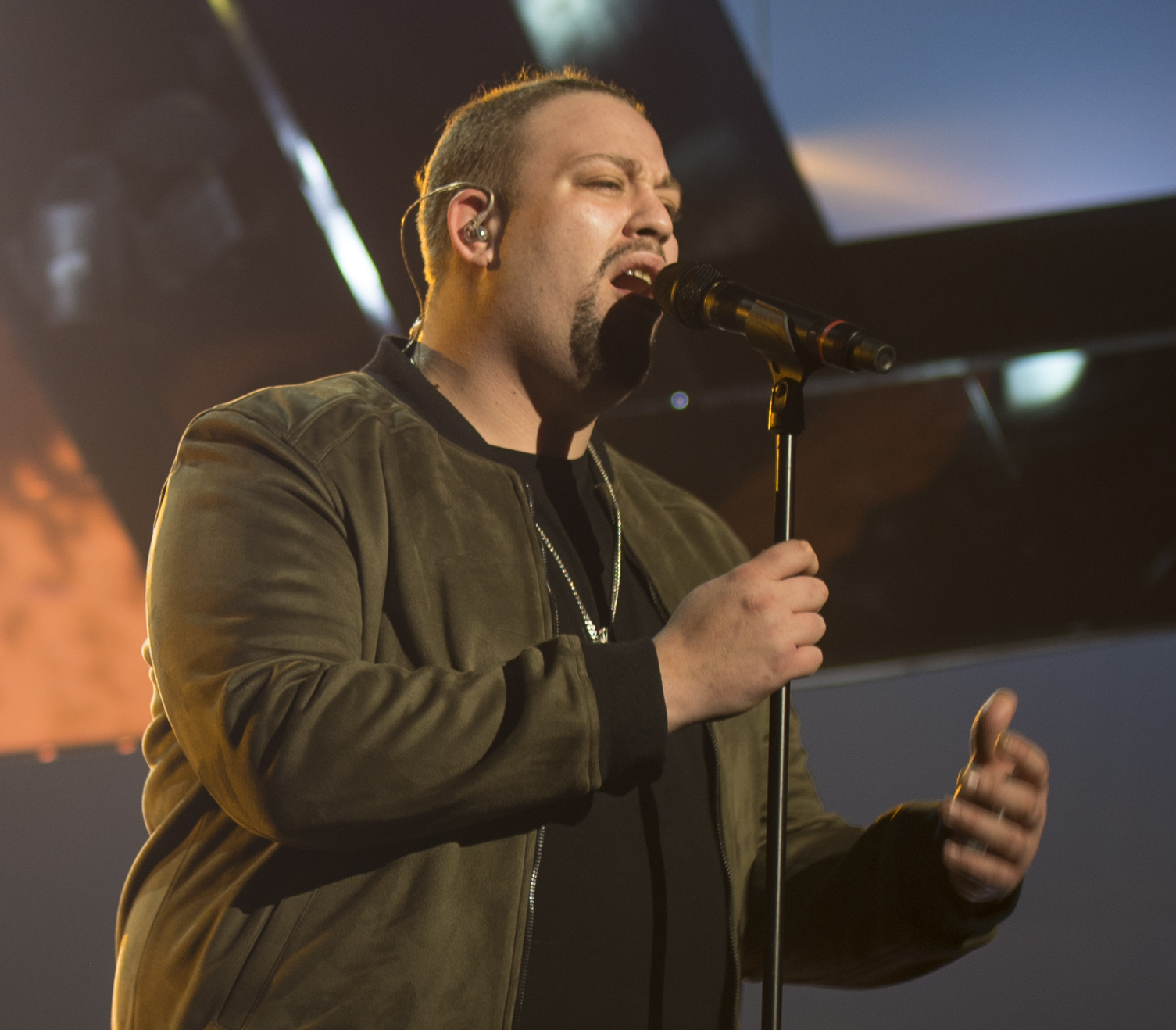
Nano Omar framför låten Hold On på en repetition inför Melodifestivalen 2017.

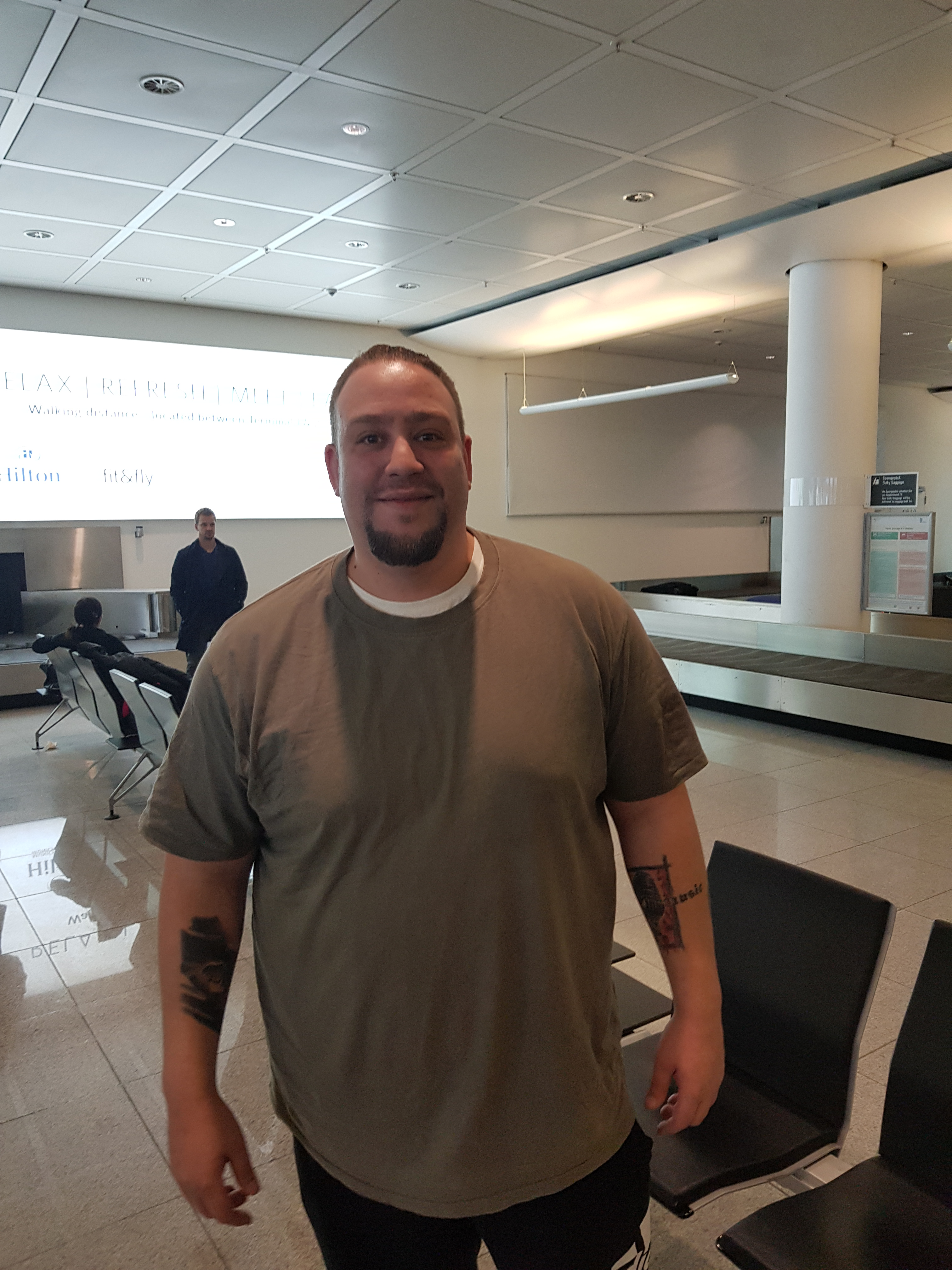
Nano i München november 2017.

Nagi Jamal Omar, känd under sitt artistnamn Nano, född 16 december 1986 i Tumba, är en svensk sångare och låtskrivare.

## Biografi

### Uppväxt
Nano är från Tumba. Hans far är palestinier och hans mor är från Åland och han har fyra syskon. Vid 12 års ålder flyttades Omar till ett fosterhem på Gotland. När hans mor besökte honom första gången gav hon honom en synth, och det var då han bestämde sig för att satsa på musiken.
Han dömdes till fängelse vid 18 års ålder och igen vid 21 års ålder och fick samtidigt veta att hans flickvän var gravid. Han bestämde sig då för att satsa på familjen och återuppta sina musikdrömmar igen.

### Karriär
Våren 2015 släppte han sin debutsingel Lion.
År 2017 debuterade han i Melodifestivalen med låten Hold On, där han gick till final efter första deltävlingen. I finalen fick han flest tittarröster, men slutade på en andraplats efter Robin Bengtsson eftersom juryn gav fler poäng till honom.
Hold On har legat etta på Svensktoppen 18 veckor i rad (9 juli 2017), legat på Sverigetopplistan 13 veckor som han också har toppat samt varit den mest spelade låten på radio under våren 2017. Nano släppte en musikvideo till Hold On som producerades av Michael Jacksons son Prince Jackson, inspelad i Los Angeles. Den 18 augusti släppte Nano sin dubbelspåriga singel One med B-sidan Freedom.
Han deltog i Melodifestivalen 2019 med låten "Chasing Rivers" och tog sig vidare från andra chansen till finalen och slutade på plats nummer 8.

### Familj
Efter att ha varit förlovade i 12 år gifte sig Nano med barnens mamma i augusti 2019. De har fyra barn tillsammans. Nano ansökte om skilsmässa som beviljades 28 september 2022.  